# 耶讷
耶讷（法語：Yenne，發音：[jɛn]），法国东部城市，奥弗涅-罗讷-阿尔卑斯大区萨瓦省的一个市镇，隶属于尚贝里区，其市镇面积为23.36平方公里，2022年1月1日时人口数量为3,045人，在法国城市中排名第3,631位。
耶讷位于萨瓦省西部，罗讷河左岸，隔河与安省相望，是一个区域性的中心城市，多条公路在此交汇。

## 地名来源

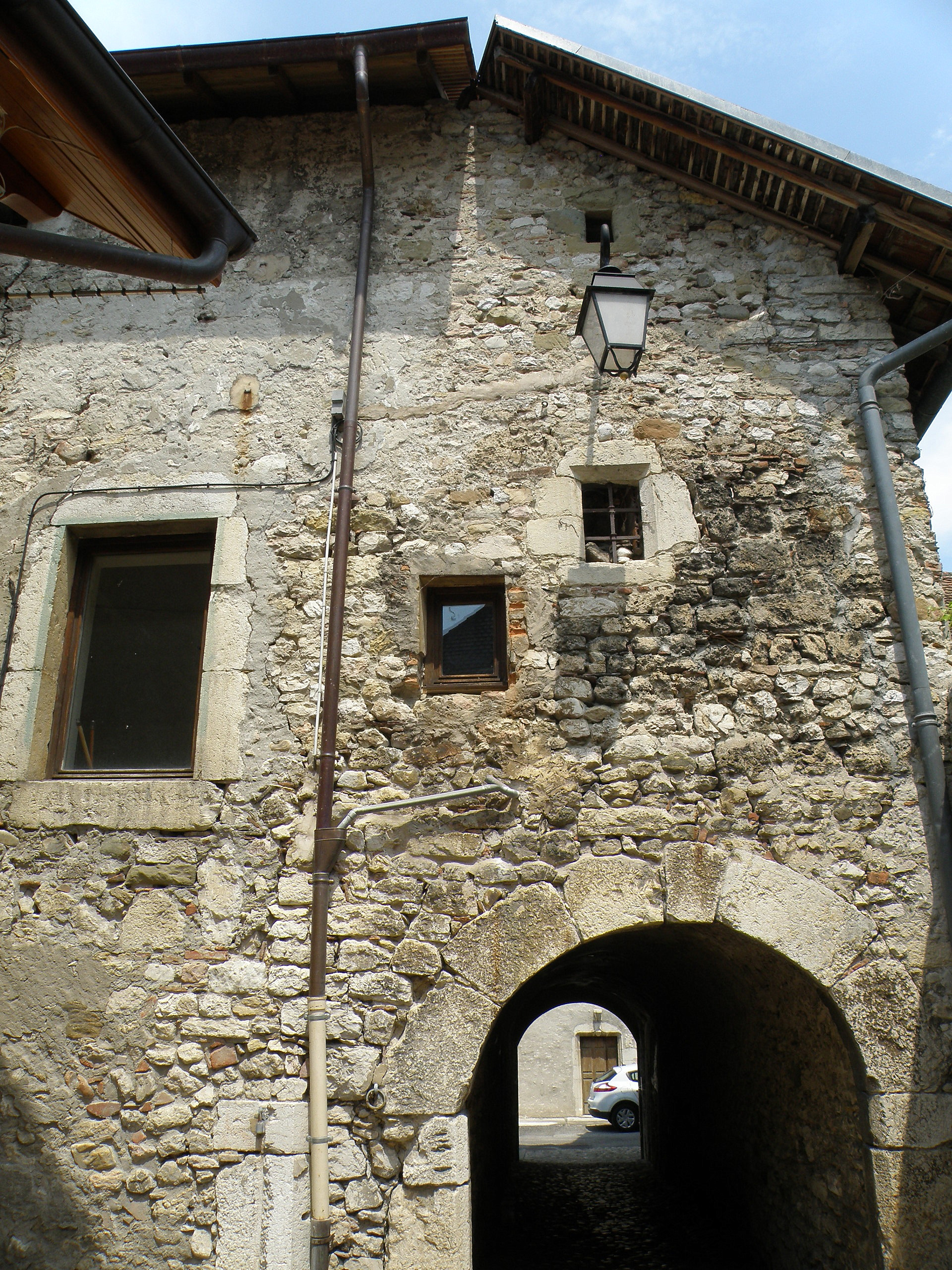
耶讷的一处旧城门

耶讷最初于公元4世纪时以“Etanna”的形式被记载，该名称可能出自人名“Ejenna”。
耶讷所处区域历史上曾通行法兰克-普罗旺斯语，“Yennes”对应的法兰克-普罗旺斯语拼写为“Yèna”。

## 历史
耶讷的早期历史尚不清楚，当地曾发掘出一处建于公元二世纪左右的温泉浴场遗址。公元12世纪时，耶讷兴建了当地的首个教堂。中世纪中后期，耶讷曾为萨瓦公国的一部分，萨瓦国王托马一世于1215年为耶讷颁发了市镇自由贸易宪章。法国大革命后，耶讷成为勃朗峰省尚贝里地区的一个市镇。拿破仑滑铁卢战役失败后，根据《1815年巴黎条约》，勃朗峰省被萨丁王国控制，耶讷被划入纯萨瓦行省。1860年《都灵条约》签订后，原勃朗峰省区域归还法国并被重新划分，耶讷被划入萨瓦省。1880年，横跨罗讷河的耶讷悬索桥建成，该桥于1951年进行了加固改造以适应汽车通行。20世纪末，耶讷逐渐发展成为一个旅游业小镇。2022年5月，耶讷举办了首届山地赛车拉力赛。

## 地理

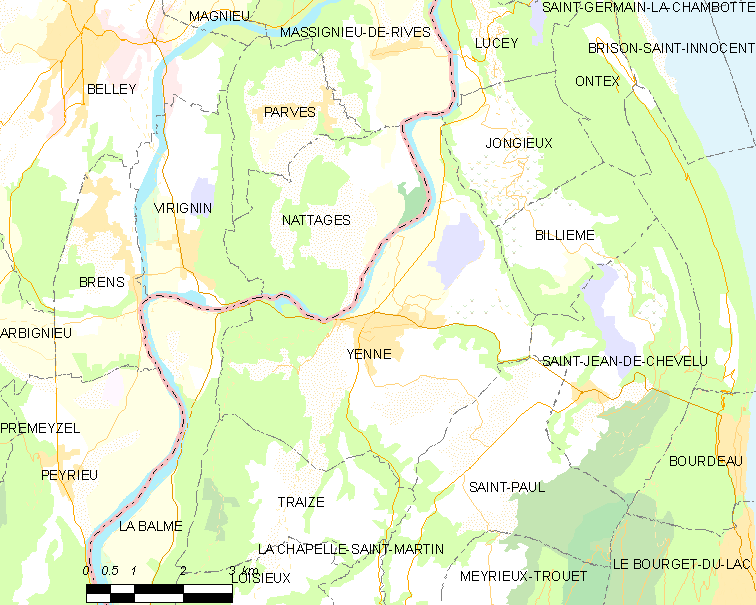
耶讷市镇范围地图

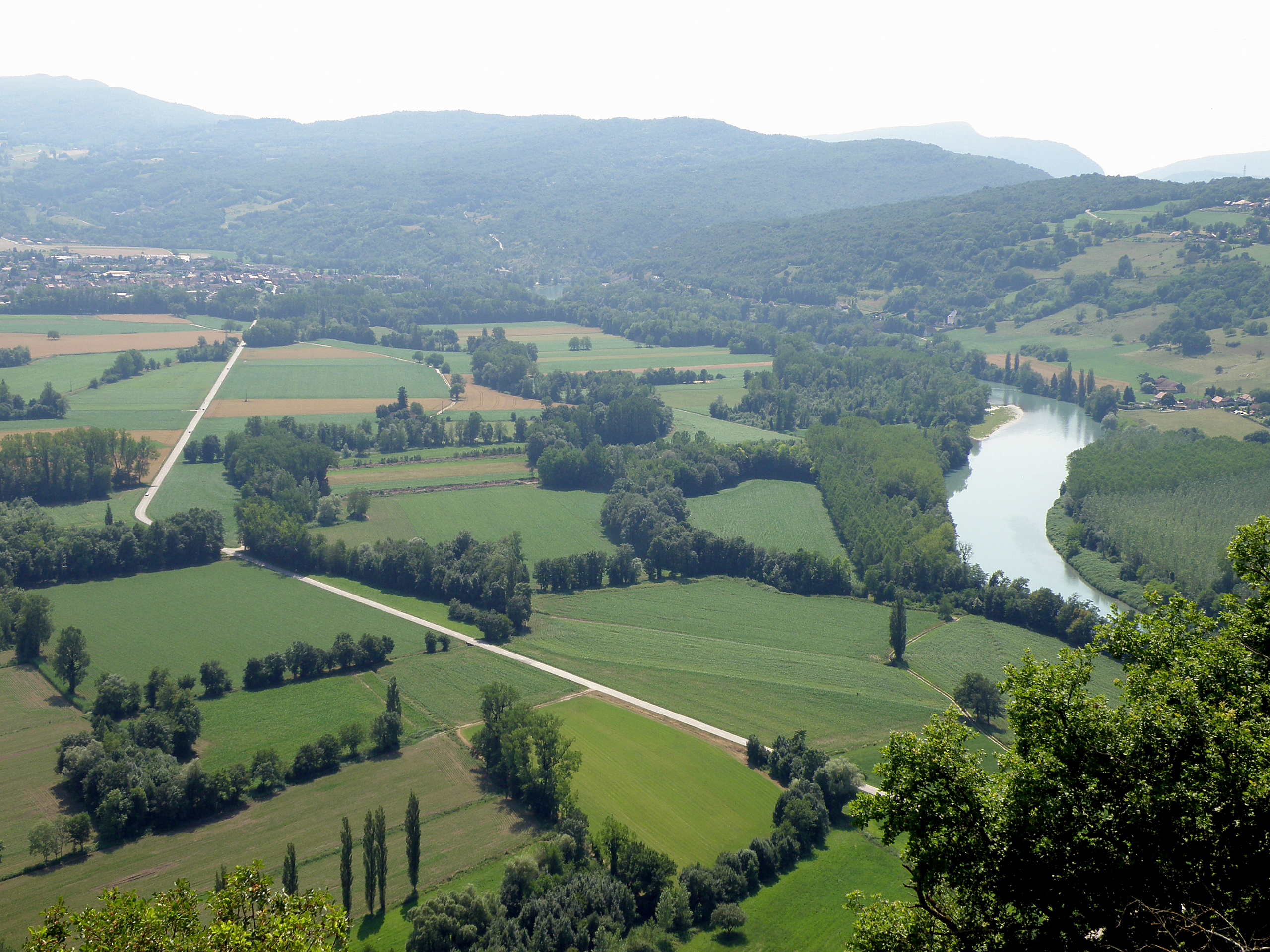
罗讷河左岸的耶讷

耶讷位于法国东部，奥弗涅-罗讷-阿尔卑斯大区东部和萨瓦省西部，距离省会尚贝里大约25公里。与耶讷接壤的市镇包括：帕尔沃和纳塔日、容日约、比耶姆、拉巴尔姆、圣让德舍沃吕、特赖兹和圣保罗叙耶讷。

### 地形
耶讷位于阿尔卑斯山外缘的山前地带，境内以平原和山地为主，市镇中心地势较为平坦，西侧为沙山，全境海拔在220到610米之间。

### 水文
耶讷位于罗讷河流域范围内，其干流自北转西流经市界西北部，其左岸支流弗隆河（Flon）自南向北流经镇中心西侧。

### 植被
耶讷属于温带阔叶混交林区，林地广泛分布于河流附近以及市区西部的山地地区，在市区东部亦有散落分布。
在鲜花城市的评比中，耶讷被评为1星级鲜花城市。

### 气候
耶讷在柯本气候分类法中属于带有大陆性及山地特征的温带气候。
距离耶讷最近的常年气象站位于贝莱境内，以下为该气象站的数据（其中日照数据取自尚贝里气象站）：
| 贝莱 1981年－2019年 | 贝莱 1981年－2019年 | 贝莱 1981年－2019年 | 贝莱 1981年－2019年 | 贝莱 1981年－2019年 | 贝莱 1981年－2019年 | 贝莱 1981年－2019年 | 贝莱 1981年－2019年 | 贝莱 1981年－2019年 | 贝莱 1981年－2019年 | 贝莱 1981年－2019年 | 贝莱 1981年－2019年 | 贝莱 1981年－2019年 | 贝莱 1981年－2019年 |
| 月份                | 1月                 | 2月                 | 3月                 | 4月                 | 5月                 | 6月                 | 7月                 | 8月                 | 9月                 | 10月                | 11月                | 12月                | 全年                |
| ------------------- | ------------------- | ------------------- | ------------------- | ------------------- | ------------------- | ------------------- | ------------------- | ------------------- | ------------------- | ------------------- | ------------------- | ------------------- | ------------------- |
| 历史最高温 °C（°F） | 16.2 (61.2)         | 21.4 (70.5)         | 28 (82)             | 29 (84)             | 33 (91)             | 36.6 (97.9)         | 40.2 (104.4)        | 38 (100)            | 34.2 (93.6)         | 28.2 (82.8)         | 22.2 (72.0)         | 22.2 (72.0)         | 40.2 (104.4)        |
| 平均高温 °C（°F）   | 5.8 (42.4)          | 8.1 (46.6)          | 13.1 (55.6)         | 16.4 (61.5)         | 21.9 (71.4)         | 25.2 (77.4)         | 28.6 (83.5)         | 28.2 (82.8)         | 22.9 (73.2)         | 17.5 (63.5)         | 9.9 (49.8)          | 6.4 (43.5)          | 17 (63)             |
| 日均气温 °C（°F）   | 2.9 (37.2)          | 4.4 (39.9)          | 8.3 (46.9)          | 11.2 (52.2)         | 16.2 (61.2)         | 19.1 (66.4)         | 22.1 (71.8)         | 21.7 (71.1)         | 17.5 (63.5)         | 13.2 (55.8)         | 6.8 (44.2)          | 3.8 (38.8)          | 12.3 (54.1)         |
| 平均低温 °C（°F）   | 0 (32)              | 0.8 (33.4)          | 3.5 (38.3)          | 6 (43)              | 10.5 (50.9)         | 13.1 (55.6)         | 15.6 (60.1)         | 15.2 (59.4)         | 12.1 (53.8)         | 9 (48)              | 3.7 (38.7)          | 1.2 (34.2)          | 7.6 (45.7)          |
| 历史最低温 °C（°F） | −19.2 (−2.6)        | −12.6 (9.3)         | −8.8 (16.2)         | −3 (27)             | −0.2 (31.6)         | 5 (41)              | 1 (34)              | 5.2 (41.4)          | 0.2 (32.4)          | −3 (27)             | −8 (18)             | −10.2 (13.6)        | −19.2 (−2.6)        |
| 平均降水量 mm（）   | 101.6 (4.00)        | 88.9 (3.50)         | 88.3 (3.48)         | 91.6 (3.61)         | 104.2 (4.10)        | 90 (3.5)            | 76.3 (3.00)         | 81.6 (3.21)         | 111.9 (4.41)        | 130.8 (5.15)        | 111.2 (4.38)        | 114.7 (4.52)        | 1,191.1 (46.89)     |
| 月均日照時數        | 77.7                | 104.4               | 156.7               | 172.8               | 202.5               | 234                 | 260.1               | 232.5               | 176.3               | 121.4               | 71.2                | 60.6                | 1,870.2             |
| 来源：infoclimat.fr |                     |                     |                     |                     |                     |                     |                     |                     |                     |                     |                     |                     |                     |

## 行政区划
耶讷的市镇编号为73330，邮政编号为73170。
在行政管理方面，耶讷隶属于法国奥弗涅-罗讷-阿尔卑斯大区萨瓦省尚贝里区；在地方选举方面，耶讷是萨瓦比热县的中央投票站所在地，其市镇范围全境被划入萨瓦省第一选区；在社会管理方面，耶讷是耶讷市镇公共社区的办公驻地。
截至2023年3月，耶讷市镇范围内暂无城市敏感街区及城市政策优先街区。
法国国家统计与经济研究所（简称）在进行数据统计时，将耶讷单独设为耶讷城市核心区（Unité urbaine d'Yenne），但未将耶讷划入任何城市区（Aire urbaine）内。自2020年起，耶讷被划入包含115个市镇的尚贝里城市辐射区。此外，还将耶讷市镇整体看作一个“块区”（IRIS），以便于统计人口分布情况。

## 交通

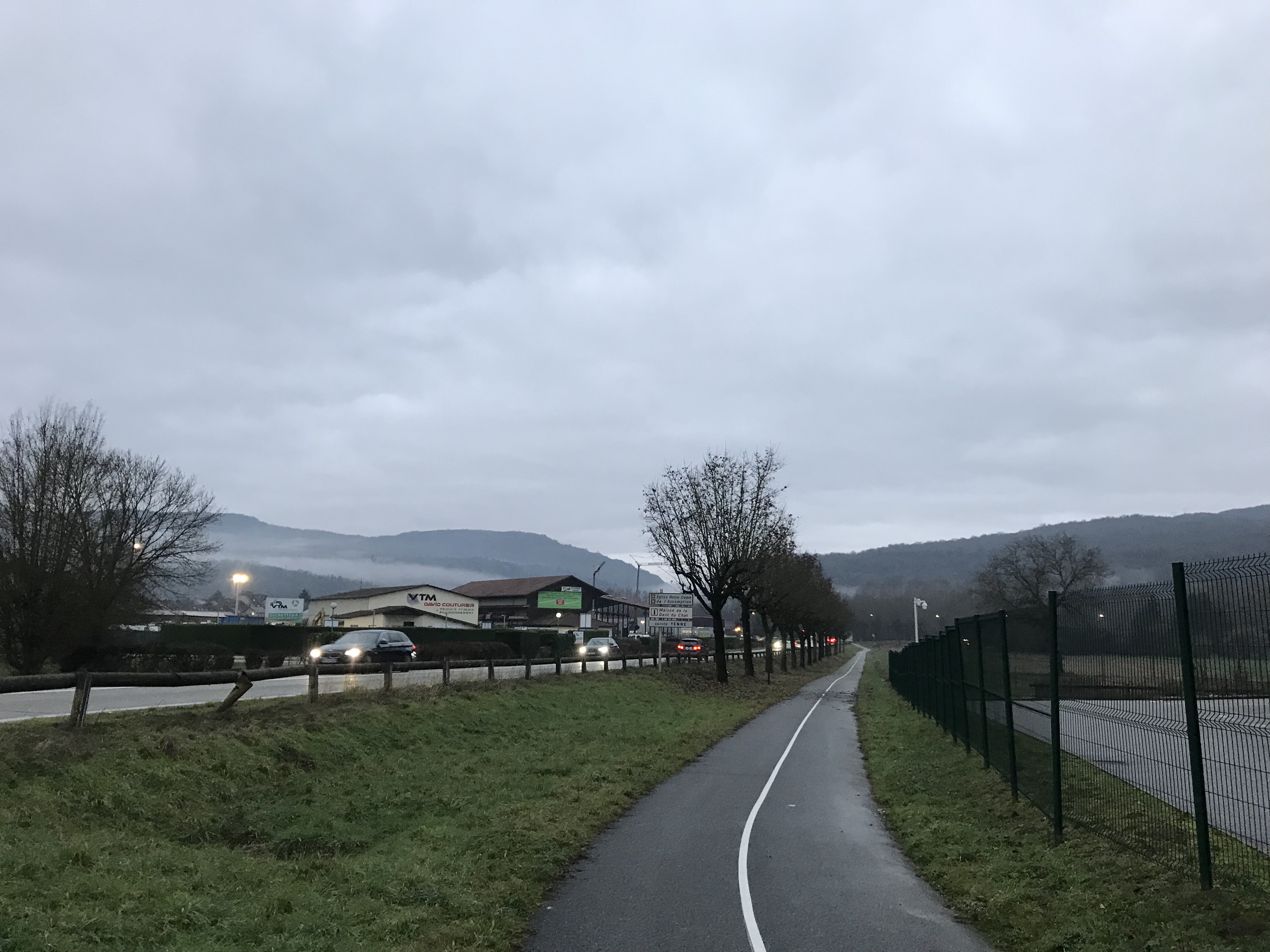
省道D1504线耶讷段和其与之平行的一条步行绿道

### 公路
萨瓦省省道D40线、D41线、D921线和D1504线在耶讷境内交汇。奥弗涅-罗讷-阿尔卑斯大区下属的城际客运提供巴士线路，可前往尚贝里和贝莱。
| 11 | 22 |

| 尚贝里 | 24 |

| 艾克斯莱班 | 22 |

| 贝莱 | 12 |

2019年，71.6%的耶讷家庭拥有至少一辆私人汽车。2019年，耶讷境内共发生各类交通事故1起，造成1人受伤，其中1人重伤。

### 铁路
距离耶讷最近的运营中的客运铁路车站为位于16公里外的维永-沙纳站。该站位于屈洛兹－莫达讷铁路上，停靠往返于昂贝略和尚贝里一线的区域列车。

### 航空
里昂圣埃克絮佩里机场和日内瓦机场距离耶讷市中心的公路里程分别约72公里和85公里。

### 城市公共交通
截至2023年3月，耶讷暂无城市公共交通系统。

## 政治

### 市政内阁

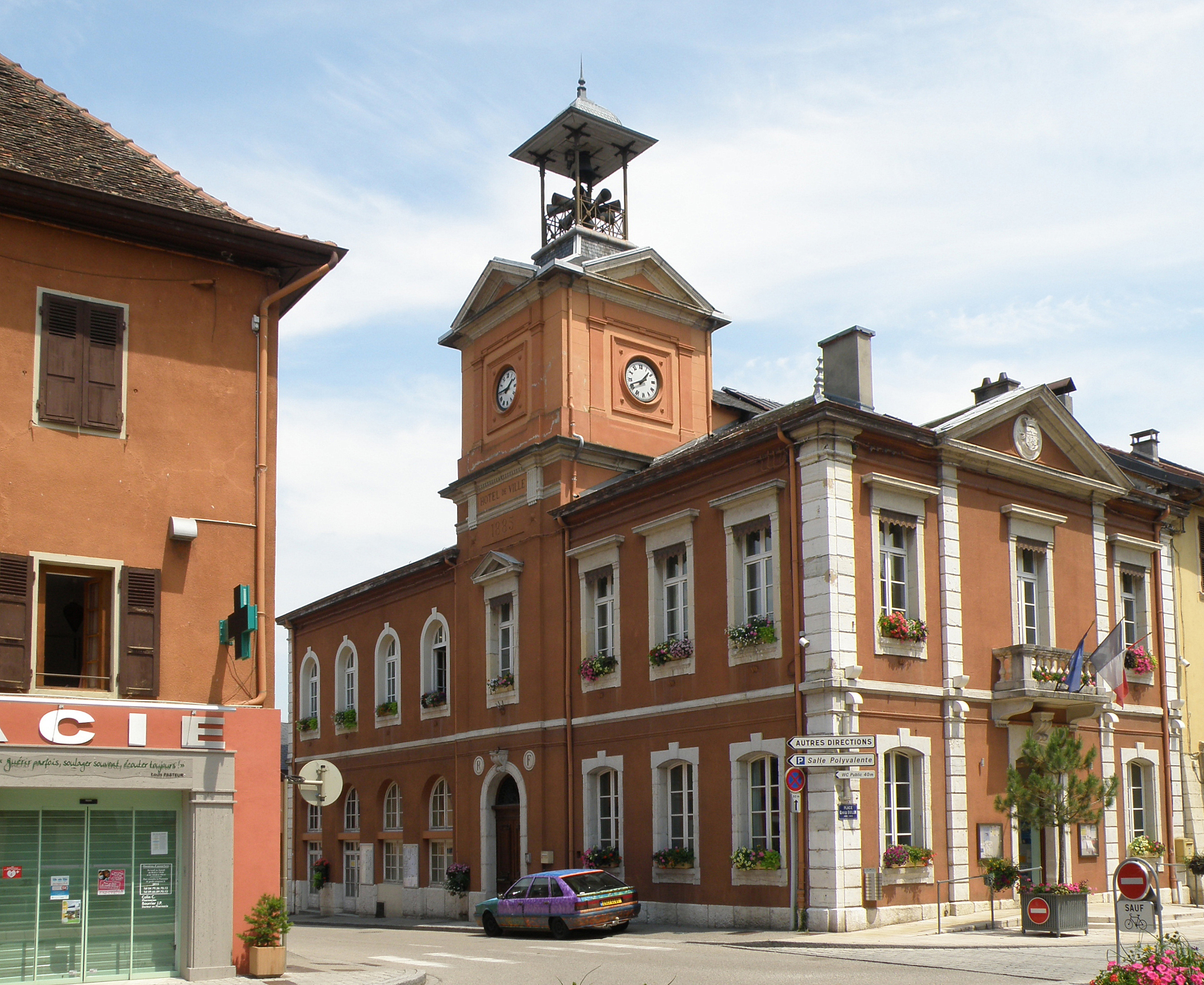
耶讷市政厅

耶讷的现任市长为弗朗索瓦·穆瓦鲁先生（François MOIROUD），他是一名右翼无党派人士，在2020年的市政选举中获得了59.77%的支持率。
| 耶讷历届市长               | 耶讷历届市长                       | 耶讷历届市长              |
| 任期                       | 市长                               | 党派                      |
| -------------------------- | ---------------------------------- | ------------------------- |
| 1945年－1947年             | Robert BARRIER 罗贝尔·巴里耶       | UDSR抵抗运动民主社会联盟  |
| （1947至1971年间资料暂缺） |                                    |                           |
| 1971年－1983年             | {Albert CARRON 阿尔贝·卡龙         | DVD右翼无党派人士         |
| （1983至1989年间资料暂缺） |                                    |                           |
| 1989年－1995年             | Jean-Luc GUARALDO 让-吕克·瓜拉尔多 | DVG左翼无党派人士         |
| 1995年－2001年             | René CARRON 勒内·卡龙              | DVD右翼无党派人士         |
| 2001年－2014年             | Maurice MICHAUD 莫里斯·米绍        | DVD右翼无党派人士         |
| 2014年－2020年             | René PADERNOZ 勒内·帕代尔诺        | EÉLV欧洲生态-绿党         |
| 2020年－                   | François MOIROUD 弗朗索瓦·穆瓦鲁   | 無黨籍 →DVD右翼无党派人士 |

### 各级选举
| 耶讷历届投票选举结果 | 耶讷历届投票选举结果 | 耶讷历届投票选举结果 | 耶讷历届投票选举结果 | 耶讷历届投票选举结果                 | 耶讷历届投票选举结果 | 耶讷历届投票选举结果 | 耶讷历届投票选举结果                 | 耶讷历届投票选举结果 | 耶讷历届投票选举结果 |
| 选举项目             | 选举范围             | 选区单位             | 选区单位内的选举结果 | 选区单位内的选举结果                 | 选区单位内的选举结果 | 选区单位内的选举结果 | 选区单位内的选举结果                 | 选区单位内的选举结果 | 参考资料             |
| 选举项目             | 选举范围             | 选区单位             | 第一轮胜出者         | 第一轮胜出者                         | 支持率               | 第二轮胜出者         | 第二轮胜出者                         | 支持率               | 参考资料             |
| -------------------- | -------------------- | -------------------- | -------------------- | ------------------------------------ | -------------------- | -------------------- | ------------------------------------ | -------------------- | -------------------- |
| 2017年法國總統選舉   | 法國                 | 市镇                 |                      | 玛丽娜·勒庞                          | 30.89%               |                      | 埃马纽埃尔·马克龙                    | 55.01%               | [ 26 ]               |
| 2017年法国立法选举   | 萨瓦省第一选区       | 市镇                 |                      | 蒂法妮·德古瓦                        | 29.48%               |                      | 多米尼克·多尔                        | 52.23%               | [ 26 ]               |
| 2019年欧洲议会选举   | 法國                 | 市镇                 |                      | 若尔丹·巴尔代拉                      | 27.79%               | （不适用）           | （不适用）                           | （不适用）           | [ 28 ]               |
| 2021年法国省级选举   | 萨瓦省               | 县                   |                      | 玛丽-克莱尔·巴尔比耶 弗朗索瓦·穆瓦鲁 | 55.94%               |                      | 玛丽-克莱尔·巴尔比耶 弗朗索瓦·穆瓦鲁 | 63.43%               | [ 29 ]               |
| 2021年法国省级选举   | 萨瓦省               | 市镇                 |                      | 玛丽-克莱尔·巴尔比耶 弗朗索瓦·穆瓦鲁 | 70.19%               |                      | 玛丽-克莱尔·巴尔比耶 弗朗索瓦·穆瓦鲁 | 76.61%               | [ 29 ]               |
| 2021年法国大区选举   |                      | 市镇                 |                      | 洛朗·沃基耶                          | 50.07%               |                      | 洛朗·沃基耶                          | 57.39%               | [ 30 ]               |
| 2022年法国总统选举   | 法國                 | 市镇                 |                      | 玛丽娜·勒庞                          | 28.6%                |                      | 玛丽娜·勒庞                          | 50.23%               | [ 26 ]               |
| 2022年法国立法选举   | 萨瓦省第一选区       | 市镇                 |                      | 玛丽娜·费拉里                        | 26.04%               |                      | 玛丽娜·费拉里                        | 54.39%               | [ 26 ]               |

## 人口
2020年，耶讷市镇人口数量为3,083，在法国排名第3,631位。其中男性1,492人，女性1,591人，75岁及以上人口占10.6%，外籍人口数量为81人，人口密度为132人/平方公里，当地居民被称为（男性）或（女性）。2021年，耶讷境内出生38人，死亡人口78人。
| 耶讷1901年－2020年人口变化情况 |
|                                |
| 数据来源：Cassini、INSEE       |

## 经济
耶讷是一个区域性的中心城市。截止2023年3月，耶讷市镇范围内共有各类用人单位（包含自雇）587家，平均历史为16年，均为中小型企业（PME），2023年1月至3月间，当地的经济活力指数为0.68%。（零售）、（地面工程）及（高岭土开采加工）是当地2021年营业额最高的三个企业，分别为14,929,385欧元、9,936,679欧元和4,138,508欧元。

## 财政与居民收入
2021年，耶讷的财政收入总额为2,380,220欧元，财政支出总额为1,875,130欧元，当年的债务总额为1,512,790欧元。2021年，耶讷市镇通过增值税获得57,500欧元的收入，此外当地还共获得了99,570欧元的国家直接财政补助。
2020年，耶讷的人均月收入总额为2,093欧元，其中高级职员为3,533欧元，低于法国平均水平（4,230欧元）；中级职员为2,259欧元，低于法国平均水平（2,411欧元）；普通职员为1,787欧元，高于法国平均水平（1,740欧元）。
2019年，耶讷境内的贫困率为11%，青壮年（15至64岁）失业率为10.9%；当地48.5%的家庭拥有纳税资格，平均纳税2,046欧元，低于法国平均水平（3,910欧元）。

## 社会事务

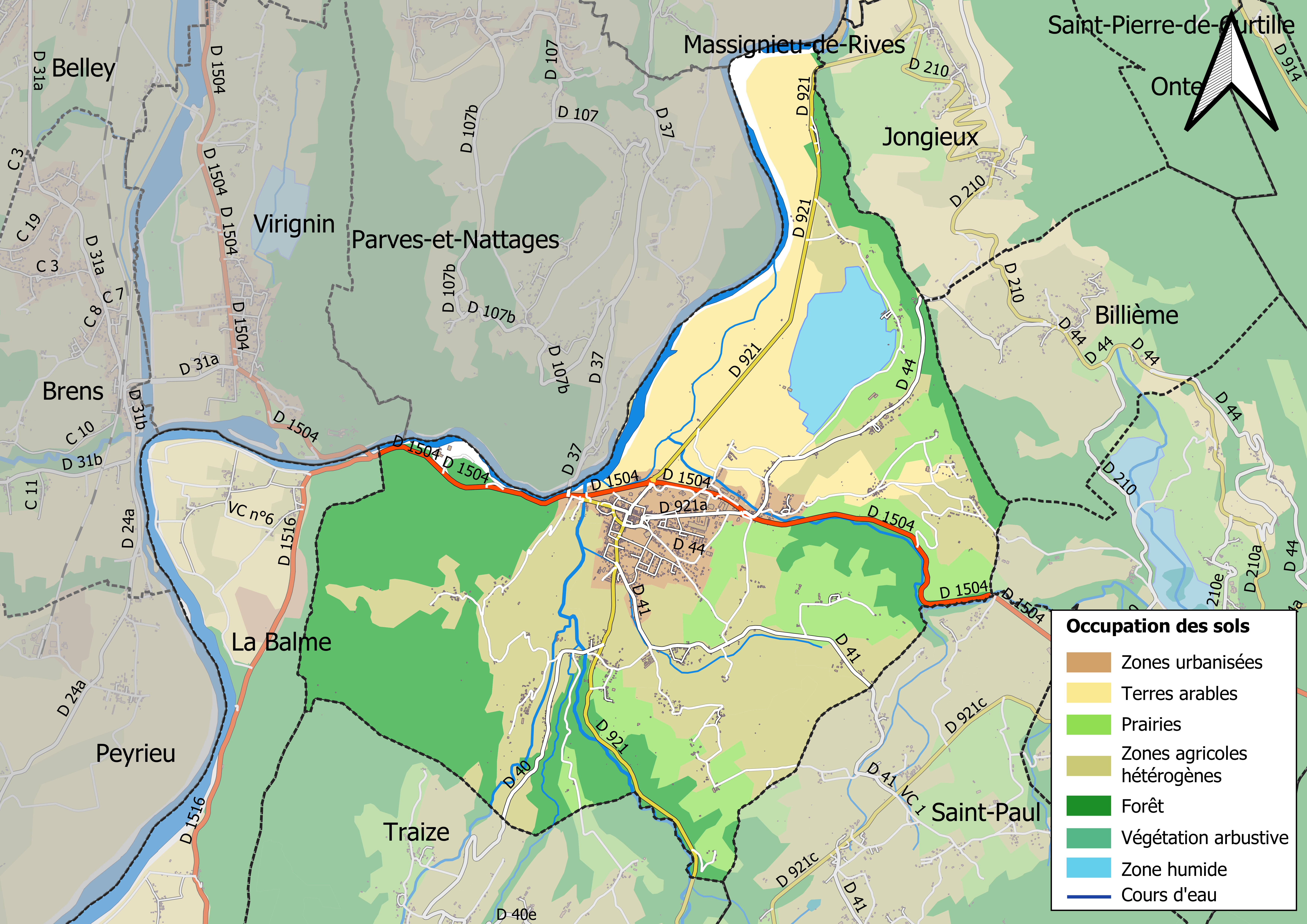
耶讷土地利用情况地图

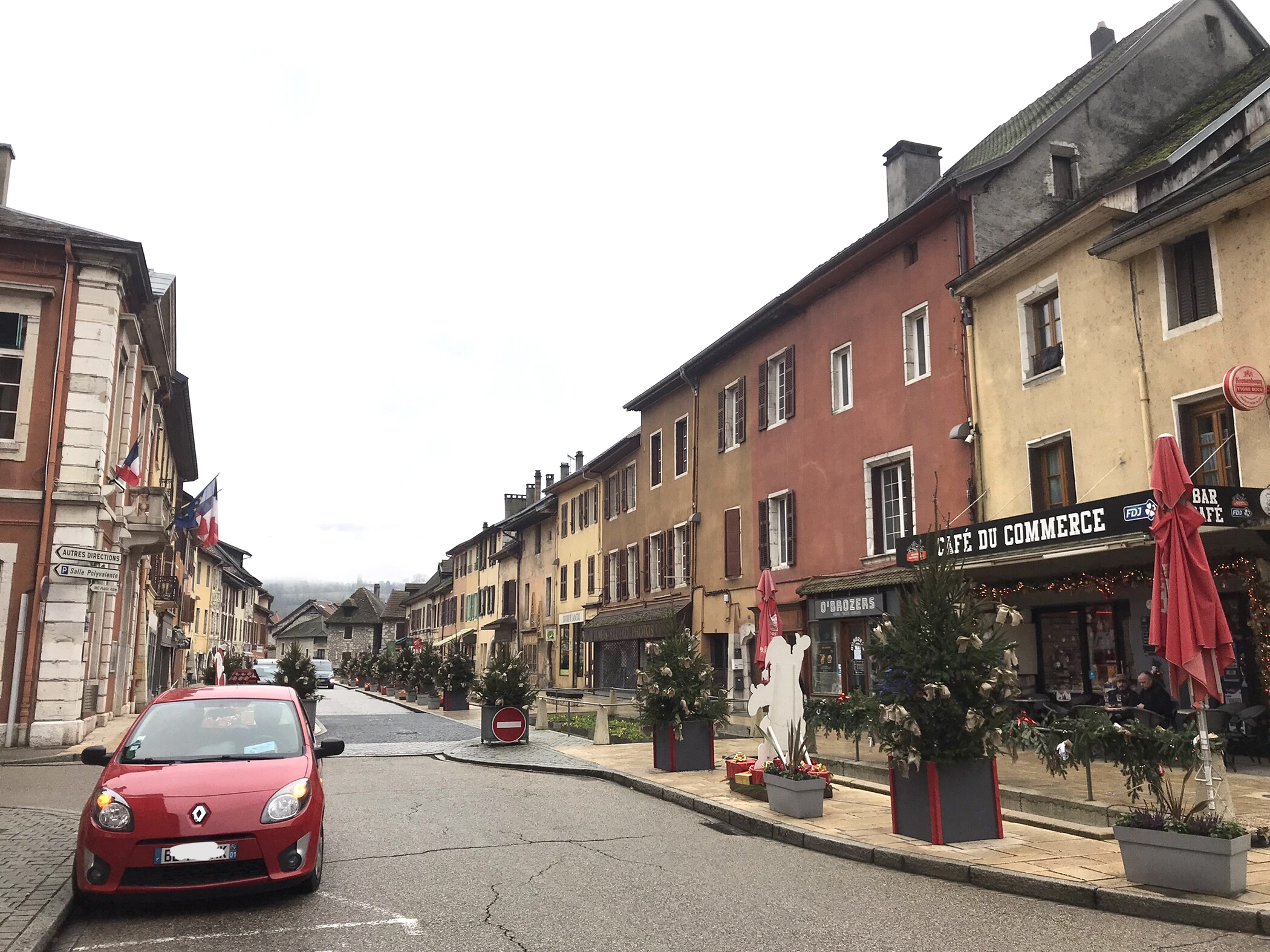
耶讷镇中心的夏尔·迪兰广场

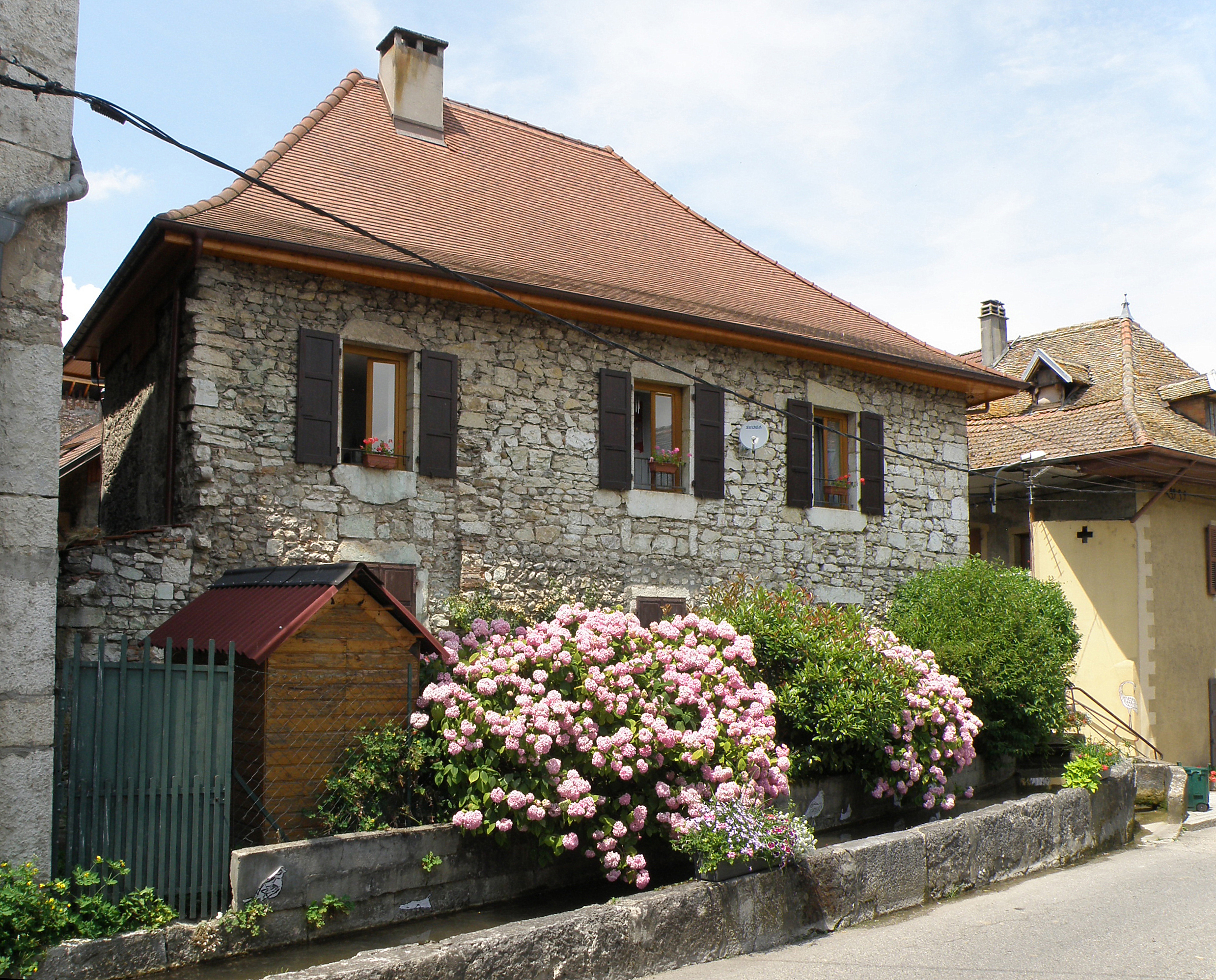
一处传统民居

### 教育
耶讷属于格勒诺布尔学区。截止2021年1月1日，耶讷境内共有1所幼儿园、1所小学和1所初级中学。2021至2022学年度，耶讷境内共有在校中等教育阶段学生344名。

### 医疗
截止2021年1月1日，耶讷境内共有全科医生7名、保健师3名、牙医2名、护士9名和助产士1名。境内共有药房2家。
距离耶讷最近的区域性医疗机构为南比热中心医院（Centre hospitalier Bugey Sud），其主病区位于贝莱，距离耶讷市区的正常车程大约13分钟，该院设有床位308个，是当地规模最大的公立综合性医院。

### 住房
2019年，耶讷境内共有各类住房1,683套，其中65.5%为独立式居民区，32.0%为集中式居民区。常住房屋占耶讷市镇范围内居民建筑总量的81.4%。
在住房保障政策方面，2021年，耶讷境内共有244户家庭获得了住房经济补助，受益人数占总人口数量的8.1%，其中236份为房租补助。

### 商业
2021年，耶讷境内共有各类实体商铺104家，其中餐厅13家、大型超市2家、杂货店1家、面包房4家、肉铺3家、书店1家、装饰品店1家、银行门店2家、美容美发店6家、汽车维修店8家。市区东北部建有开放式商业街区，有家乐福、Gamm Vert等购物商场。

### 体育
2021年，耶讷境内共有1间体育馆、4处网球场、1处足球或橄榄球场以及1处篮球或排球场。
截至2023年3月，耶讷运动员俱乐部（CA Yennois，编号514438）是耶讷境内唯一的一家注册足球俱乐部，该足球队成立于1920年，其主队2022至2023赛季参加萨瓦省足球联赛丙组（法国第十一级别），其主场为夏尔·比尔迪纳球场（Stade Charles Burdinat）。

### 环境
耶讷的环境事务由其所属的耶讷市镇公共社区联合各级政府协调负责。2021年，耶讷境内暂无污染企业。

### 治安
2021年，耶讷市镇范围内有1处宪兵队。
耶讷及其附近的共144个市镇是尚贝里国家宪兵队（zone gendarmerie de Chambéry）的管辖范围。2020年，该宪兵队累计记录各类案件4,595起，其中盗窃类案件2,316起，经济类案件824起，毒品交易类案件161起。

## 文化
2021年，耶讷境内暂无任何文化设施。耶讷建有市政图书馆，每周二至六向公众开放。

### 建筑
耶讷境内有多处历史建筑，其中圣母教堂（Église Notre-Dame d'Yenne）为法国国家文物保护单位。

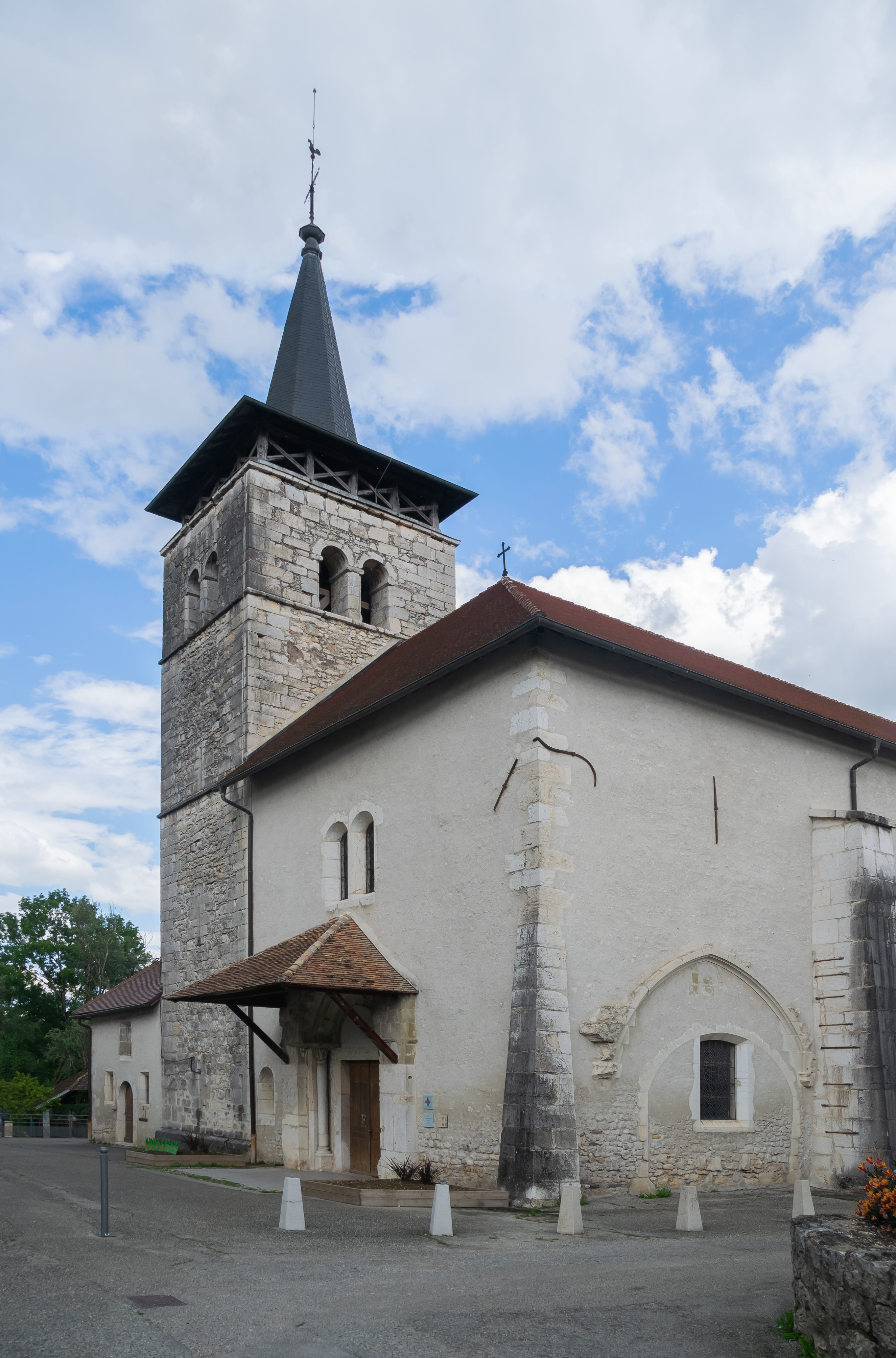
圣母教堂
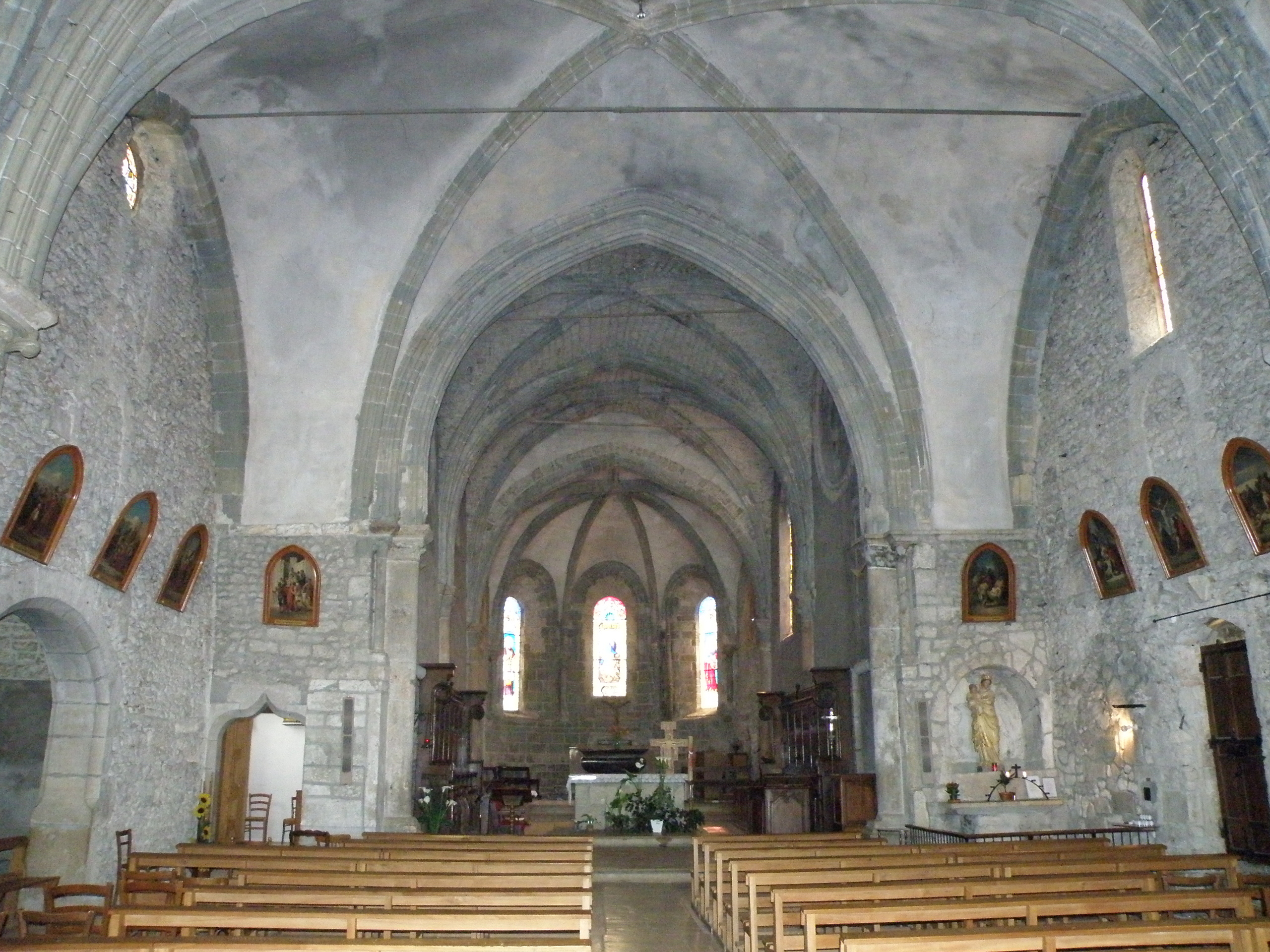
教堂大厅
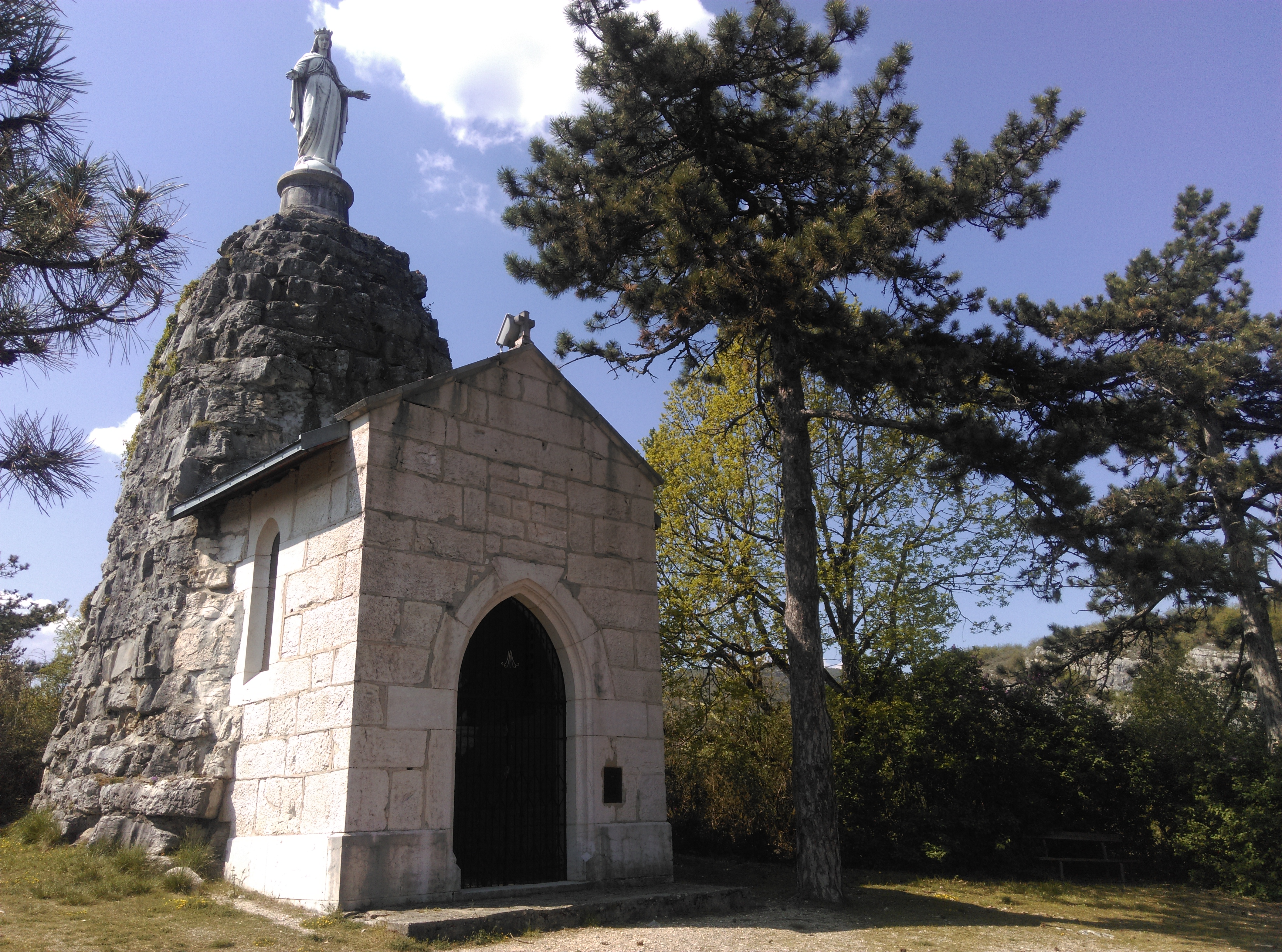
山地圣母小教堂（法语：Chapelle Notre-Dame-de-la-Montagne）
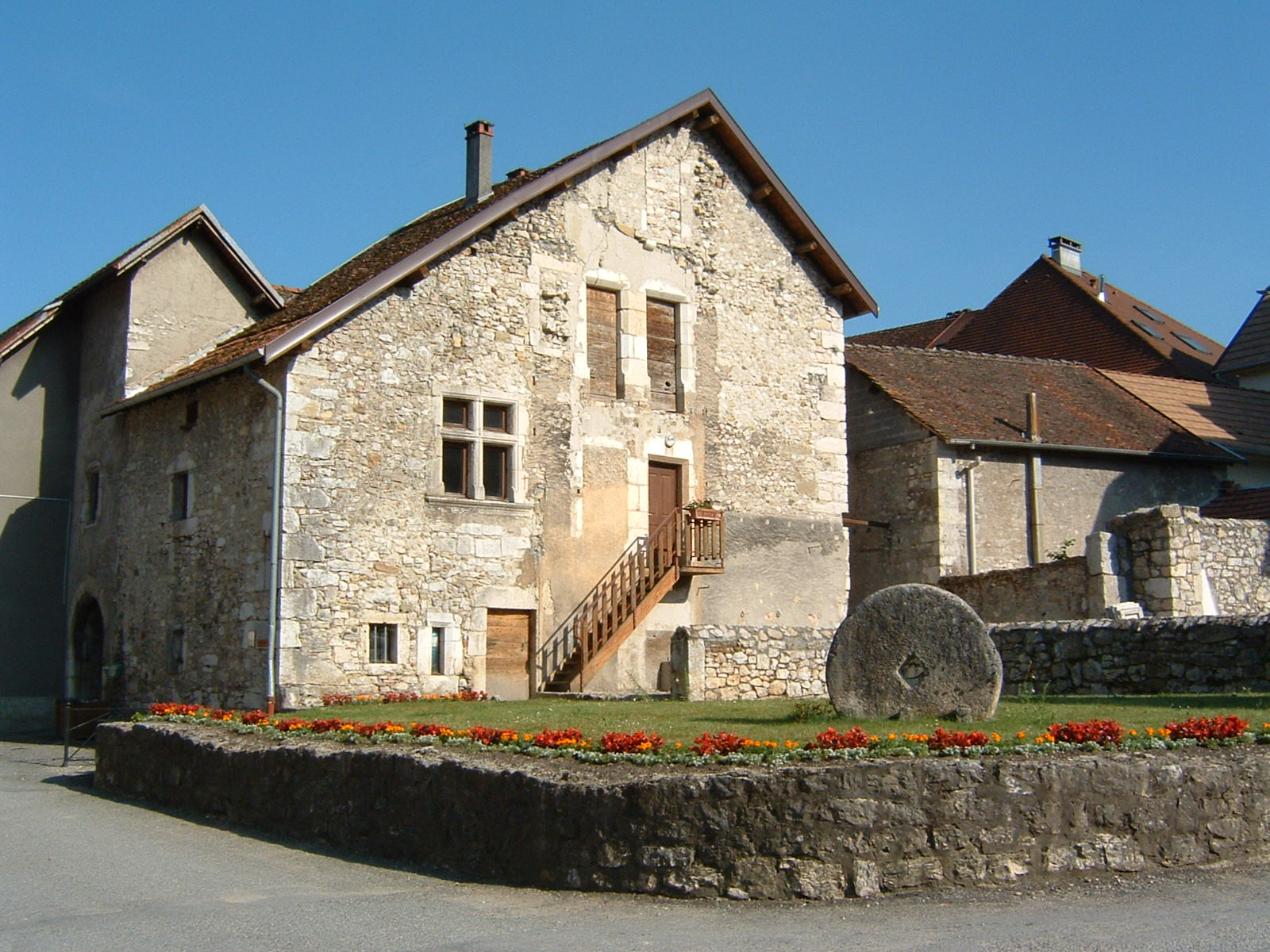
旧祷告院
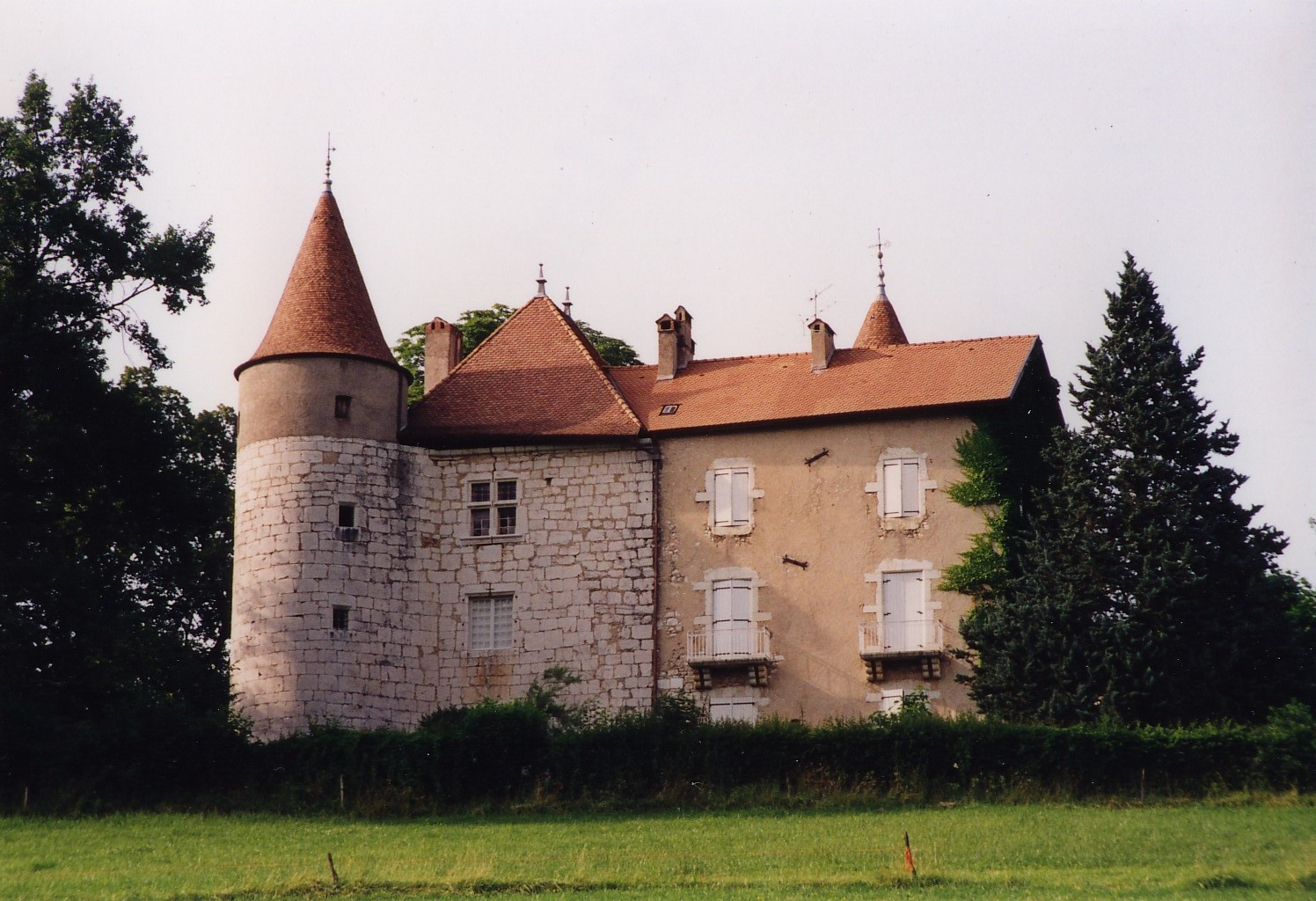
索蒙城堡（法语：Château de Somont）
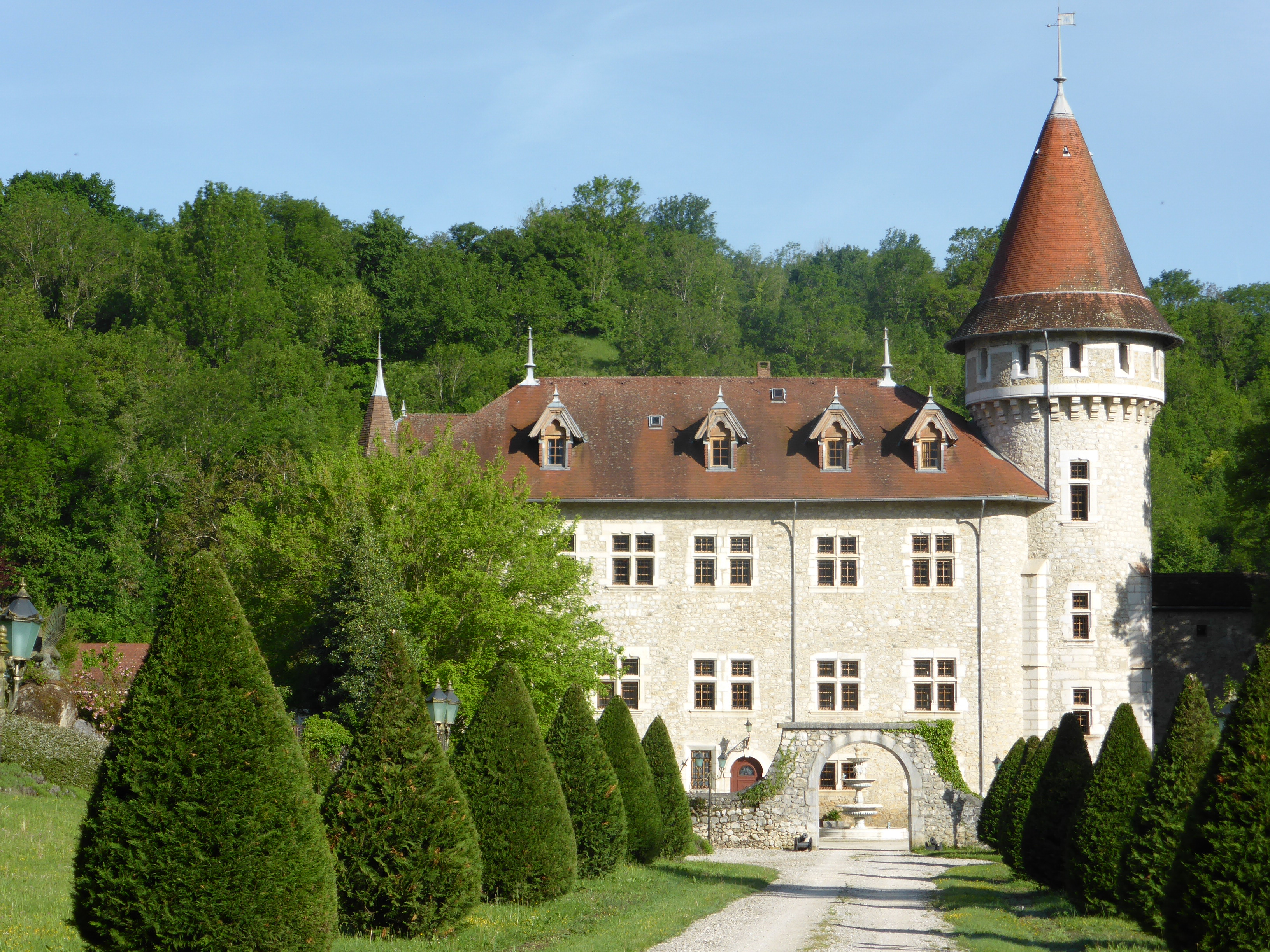
德拉戈尼耶尔城堡（法语：Château de la Dragonnière）
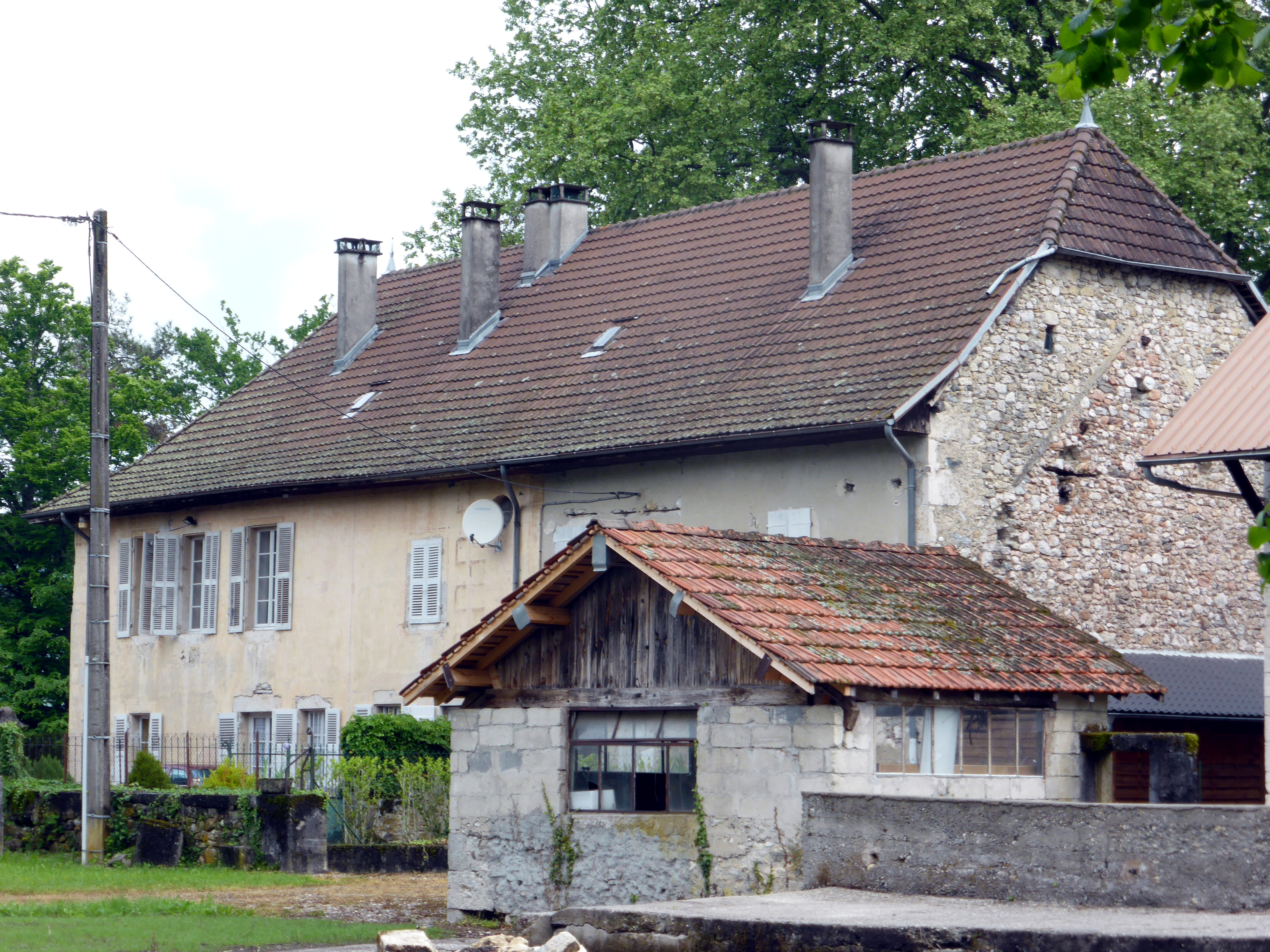
科米年防御楼（法语：Maison forte de Cummugnin）

### 旅游
耶讷的旅游事务由其所属的耶讷市镇公共社区负责。2022年，耶讷境内共有1家酒店共计10间房间；另有1个露营地，可容纳共50辆露营车。

### 媒体
法国主要的媒体均可在耶讷接收，法国电视三台下属的奥弗涅-罗讷-阿尔卑斯大区频道在部分时段播出耶讷所在萨瓦省的地方新闻。蓝色法兰西萨瓦广播、Alto广播、勃朗峰8号电视台、《自由多菲内报》等是当地主要的地方性媒体。

## 相关人物
法国话剧演员夏尔·迪兰出生于耶讷。

## 友好城市
截至2023年3月，耶讷暂未建立任何友好城市关系。